# Boyle Heights
Boyle Heights es un barrio de Los Ángeles en la región del lado Este de Los Ángeles del condado de Los Ángeles, California. Se encuentra al Este del centro de Los Ángeles. Es un barrio de mayoría latina.

## Geografía
Boyle Heights se encuentra ubicada en las coordenadas 34°2′2″N 118°12′19″O / 34.03389, -118.20528.